# Col de la Schlucht
Il Col de la Schlucht (in tedesco Schluchtpass) è un passo di montagna dei Vosgi, in Alsazia, Francia.
Segna il confine tra le regioni storiche di Lorena e Alsazia.

## Toponimo
Il nome del colle viene dalla parola tedesca die Schlucht che significa «la gola», «il burrone», e si pronuncia [ʃluxt]. La pronuncia degli abitanti dei Vosgi è invece [ʃlut].

## Storia
Tra il 1871 e il 1918, il passo fu un valico di confine tra la Francia e la Germania, in virtù della firma del trattato di Francoforte.

## Viabilità
Il colle è alto 1139 m e fa comunicare il dipartimento dei Vosgi con quello dell'Alto Reno. 
In certi tratti la strada lato Gérardmer (15 km) raggiunge una pendenza  del 6,7% (3,2% di media), mentre sul lato di Munster (18 km) la pendenza media è del 4,2% (con massima 5,3%).
La Route des Crêtes (cioè Strada delle Creste) transita per il valico.

## Tour de France
La salita al colle fu inserita nel Tour de France per la prima volta nella tappa numero 20 del Tour de France 1931
A partire dalla Seconda Guerra Mondiale il colle è stato attraversato dal Tour de France otto volte, o come salita di seconda categoria o come salita di terza categoria.
| Anno | Tappa | Categoria | Inizio     | Fine      | Primo al colle           |
| ---- | ----- | --------- | ---------- | --------- | ------------------------ |
| 2014 | 9     | 2         | Gérardmer  | Mulhouse  | Thomas Voeckler Francia  |
| 2009 | 13    | 2         | Vittel     | Colmar    | Rubén Pérez Spagna       |
| 2005 | 8     | 2         | Pforzheim  | Gérardmer | Andreas Klöden Germania  |
| 1992 | 11    | 2         | Strasburgo | Mulhouse  | Fabio Roscioli Italia    |
| 1973 | 5     | 2         | Nancy      | Mulhouse  | Charly Grosskost Francia |
| 1970 | 9     | 2         | Saarlouis  | Mulhouse  | Silvano Schiavon Italia  |
| 1969 | 5     | 3         | Nancy      | Mulhouse  | Mariano Díaz Spagna      |
| 1961 | 6     | 3         | Strasburgo | Belfort   | Jef Planckaert Belgio    |

## Nella letteratura

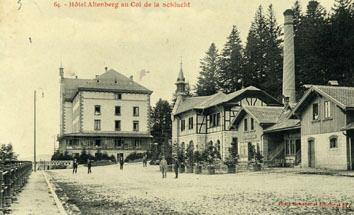
L'hotel Altenberg al Col de la Schlucht nel 1907

- Il romanzo di Georges Simenon Le Relais d’Alsace[5] (trad. La locanda d'Alsazia), scritto a Parigi nel luglio 1931, si svolge al col de la Schlucht in un hotel immaginario chiamato Le Relais d'Alsace. È il primo romanzo che Simenon pubblicò a proprio nome senza essere dedicato al Commissario Maigret.